# Condado de Union (Carolina do Sul)
O Condado de Union é um dos 46 condados do Estado americano da Carolina do Sul. A sede do condado é Union, e sua maior cidade é Union. O condado possui uma área de 1 336 km² (dos quais 5 km² estão cobertos por água), uma população de 29 881 habitantes, e uma densidade populacional de 10 hab/km² (segundo o censo nacional de 2000). O condado foi fundado em 1785.